# Liste der denkmalgeschützten Objekte in Kammern im Liesingtal
Die Liste der denkmalgeschützten Objekte in Kammern im Liesingtal enthält die 8 denkmalgeschützten, unbeweglichen Objekte der Gemeinde Kammern im Liesingtal im steirischen Bezirk Leoben.

## Denkmäler
| Foto |                 | Denkmal                                                                                 | Standort                                   | Beschreibung | Metadaten |
| ---- | --------------- | --------------------------------------------------------------------------------------- | ------------------------------------------ | --- | --- |
| ja   | Datei hochladen | Turmhügel Umadum HERIS-ID: 110771 Objekt-ID: 128492                                     | bei Karl im Hofweg 39 Standort KG: Kammern | | BDA-Hist.: Q37820675 Status: Bescheid Stand der BDA-Liste: 2025-06-30 Name: Turmhügel Umadum GstNr.: 148                                                        |
| ja   | Datei hochladen | Mesnerhaus HERIS-ID: 74950 Objekt-ID: 88411                                             | Kirchgasse 27 Standort KG: Kammern         | | BDA-Hist.: Q38137523 Status: § 2a Stand der BDA-Liste: 2025-06-30 Name: Mesnerhaus GstNr.: .159                                                                 |
| ja   | Datei hochladen | Kath. Pfarrkirche hl. Johannes der Täufer und Friedhof HERIS-ID: 51567 Objekt-ID: 57246 | Kirchgasse 27a Standort KG: Kammern        | Die von einem Friedhof mit Ummauerung umgebene Kirche wurde bereits 1184 erwähnt und war bereits damals im Besitz des Stiftes Admont. 1490 erfolgte ein Neubau. Das Langhaus ist geräumig mit einer fünfjochigen, zweischiffigen Halle, die ein Sternrippengewölbe aufweist. Der Chor hat abgetreppte Strebepfeiler. Der viereinhalbgeschoßige gotische Westturm besteht aus Bruchsteinmauerwerk, der Spitzhelm stammt aus dem Jahr 1869. Die tonnengewölbte Sakristei südlich des Chores ist ein Rest der romanischen Kirche, ein Freskenzyklus aus der Zeit um 1300 ist fragmentarisch erhalten. Nördlich des Chores ist eine gotische Kapelle angebaut, die barock dekoriert ist, im Chor selbst findet sich spätgotische Rankenmalerei. Der Hochaltar ist hingegen neugotisch und stammt aus der Zeit um 1907. | BDA-Hist.: Q38046027 Status: § 2a Stand der BDA-Liste: 2025-06-30 Name: Kath. Pfarrkirche hl. Johannes der Täufer und Friedhof GstNr.: .157 Pfarrkirche Kammern |
| ja   | Datei hochladen | Pfarrhof (Propstei) HERIS-ID: 51568 Objekt-ID: 57247                                    | Kirchgasse 29 Standort KG: Kammern         | Der stattliche Pfarrhof stammt im Kern aus dem 16. Jahrhundert und wurde 1709 in seine heutige Form gebracht. Der dreigeschoßige Bau hat ein hohes Walmdach. Die einfachen Stuckdecken in den Obergeschoßen stammen aus dem 18. Jahrhundert. Im sogenannten Kaisersaal befindet sich ein Rokoko-Kachelofen und Dekorationsmalerei ebenfalls aus dem Rokoko. Ein Standkreuz wurde um 1740 von Josef Thaddäus Stammel geschaffen. | BDA-Hist.: Q38046038 Status: § 2a Stand der BDA-Liste: 2025-06-30 Name: Pfarrhof (Propstei) GstNr.: .156                                                        |
| BW   | Datei hochladen | Scheune HERIS-ID: 74951 Objekt-ID: 88412                                                | bei Kirchgasse 29 Standort KG: Kammern     | | BDA-Hist.: Q38137536 Status: § 2a Stand der BDA-Liste: 2025-06-30 Name: Scheune GstNr.: .156                                                                    |
| ja   | Datei hochladen | Kapellenbildstock HERIS-ID: 74973 Objekt-ID: 88438                                      | bei Leims 9 Standort KG: Leims             | | BDA-Hist.: Q38137576 Status: § 2a Stand der BDA-Liste: 2025-06-30 Name: Kapellenbildstock GstNr.: 754                                                           |
| ja   | Datei hochladen | Kath. Filialkirche hl. Ulrich HERIS-ID: 74974 Objekt-ID: 88439                          | Seiz Standort KG: Mötschendorf             | Die gotische Kirche geht auf einen bereits im 11. Jahrhundert erwähnten Bau zurück. Das Langhaus hat eine eingezogene Holzkassettendecke, der leicht eingezogene Chor ist einjochig mit 5/8-Schluss und wurde im 17. Jahrhundert umgebaut. Die Nordwand des Chores zeigt (teilweise von Barockpilastern verdeckt) einen Passions-Freskenzyklus, der 1958/59 freigelegt wurde. die Ausstattung stammt aus der Zeit um 1700. | BDA-Hist.: Q38137588 Status: § 2a Stand der BDA-Liste: 2025-06-30 Name: Kath. Filialkirche hl. Ulrich GstNr.: .3 Filialkirche Seiz                              |
| BW   | Datei hochladen | Flur-/Wegkapelle HERIS-ID: 74981 Objekt-ID: 88446                                       | Standort KG: Pfaffendorf                   | | BDA-Hist.: Q38137595 Status: § 2a Stand der BDA-Liste: 2025-06-30 Name: Flur-/Wegkapelle GstNr.: 515                                                            |